# Interstellär rymdfart

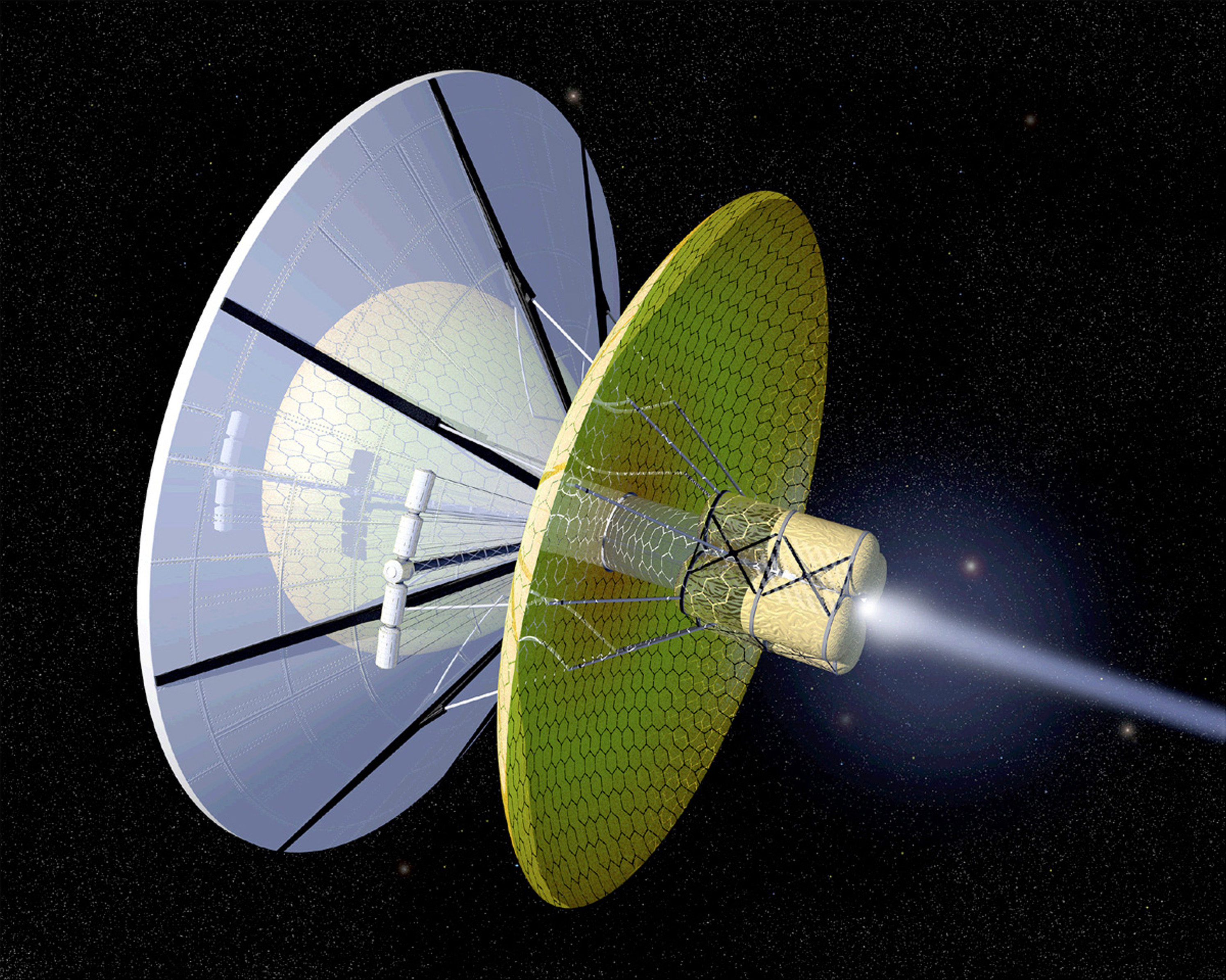
Bussards ramjet är en av flera möjliga metoder som skulle kunna driva en stjärnfarkost.

Interstellär rymdfart är rymdfart som bedrivs mellan stjärnorna. Än så länge har människan inte lyckats skicka några bemannade farkoster längre än till Månen, även om vissa rymdsonder är på väg ut ur Solsystemet. Bland föreslagna metoder finns bland annat, generationsrymdskepp, sovrymdskepp, solsegel och maskhål. Däremot är fenomenet vanligt i science fiction.

## Föreslagna destinationer
| Stjärna          | Distans (ljusår) | Noter |
| ---------------- | ---------------- | --- |
| Alfa Centauri    | 4.3              | Närmsta stjärnorna (trestjärns system). Närmsta stjärnan Proxima Centauri har en exoplanet Proxima b i sin beboeliga zon                                                                                      |
| Barnards stjärna | 6                | Har en superjord runt sig. Närmsta stjärnan förutom Alfa Centauri |
| Sirius           | 8.7              | En stor A1-stjärna och en liten vit dvärg |
| Epsilon Eridani  | 10.8             | Har två asteroidbälten runt sig. Kanske har en solsystem-likt system. |
| Tau Ceti         | 11.8             | Solliknande stjärna. Har kanske et solsystem-likt system, med minst en planet Tau Ceti e i beboeliga zonen.                                                                                                   |
| Wolf 1061        | ~14              | Röd dvärg. Minst en planet, Wolf 1061c i beboeliga zonen. |
| Gliese 581       | 20.3             | Röd dvärg med minst 4 planeter. Obekräftade Gliese 581g och Gliese 581d är kanske i beboeliga zonen |
| Gliese 667       | 23.6             | Trestjärnsystem. En stjärna, Gliese 667C,, har två bekräftade planeter (Cb, och Cc) och fem obekräftade. Minst 4 av dem är i beboeliga zonen. Kandidatsystem för att ha liv så som människan känner till det. |
| Vega             | 25               | Ungt system som kan ha planeter. |
| TRAPPIST-1       | 39               | Har minst 7 planeter, fyra är i beboeliga zonen. |

### Fotnoter
1. ↑  ”Tekniken som vi inte har - men hoppas på att få: Resor till andra stjärnor”. Allt om vetenskap. 26 juli 2011. http://www.alltomvetenskap.se/nyheter/resor-till-andra-stjarnor. Läst 14 september 2014.